# اتكال متبادل
الاتكال المتبادل أو الاعتماد المشترك أو الترابط (بالإنجليزية: Interdependence)‏ هو الاعتماد المتبادل بين مجموعتين أو أكثر، وهذا المفهوم يختلف عن الاعتماد الموجود في العلاقات الاتكالية، والتي يكون فيها بعض الأعضاء متكلون دون غيرهم. ويمكن أن تكون هناك درجات مختلفة من الاتكال المتبادل.
في العلاقة المترابطة (ذات الاتكال المتبادل)، يكون الأعضاء متشاركون عاطفيا واقتصاديا وبيئيا وأخلاقيا ويشعرون بالمسؤلية ومعتمدون على بعضهم البعض. يمكن أن تنشأ علاقة مترابطة بين اثنين أو أكثر من المشاركين المستقلين المتعاونين (على سبيل الجمعية التعاونية). بعض الناس يدعون إلى الحرية أو الاستقلال كنهاية جيدة؛ والبعض الآخر يفعل الشيء نفسه بتفان مع أسرته، ومجتمعه. ويمكن أن يكون الترابط أرضية مشتركة لهذه التطلعات.